# Snellenia hylaea
Snellenia hylaea is een vlinder uit de familie Stathmopodidae. De wetenschappelijke naam van de soort is voor het eerst geldig gepubliceerd door Turner.